# Vojno letalstvo Kopenske vojske Združenih držav Amerike
Vojno letalstvo Kopenske vojske Združenih držav Amerike (angleško United States Army Air Forces; kratica USAAF; tudi Letalske sile Kopenske vojske Združenih držav Amerike) je bila vojno-letalska sila Kopenske vojske ZDA med drugo svetovno vojno.
Nastalo je 20. junija 1941 z razširitivijo in povečanjem organizacijske neodvisnosti Zračnega korpusa Kopenske vojske ZDA, ki je do takrat zajemal vse vojnoletalske enote znotraj Kopenske vojske ZDA; sam korpus je imel zelo malo avtonomije.
17. septembra 1947 je bilo USAAF razpuščen in naslednji dan je bila ustanovljena samostojna letalska veja oboroženih sil ZDA - Vojno letalstvo Združenih držav Amerike.